# 平坦镇 (内江市)
平坦乡，是中华人民共和国四川省内江市东兴区下辖的一个乡镇级行政单位。

## 行政区划
平坦乡下辖以下地区：
平滩社区、双龙村、成新村、十里村、聚源村、清凉村、寨花村、利子村、白家村、独石村、姜家村、宝塔村、晒鱼村、水梨村、云峰村、老滩村、兰家村、石院村和夏家冲村。